# Bennia biramosa
Bennia biramosa är en insektsart som beskrevs av Wei Ying Hsia och Xiangwei Liu 1989. Bennia biramosa ingår i släktet Bennia och familjen Chorotypidae. Inga underarter finns listade i Catalogue of Life.